# Nowoasowsk
Nowoasowsk (ukrainisch Новоазовськ; russisch Новоазовск Nowoasowsk) ist eine Stadt im Osten der Ukraine in der Oblast Donezk mit 11.300 Einwohnern (2019). Die Stadt ist der Verwaltungssitz des Rajon Nowoasowsk.

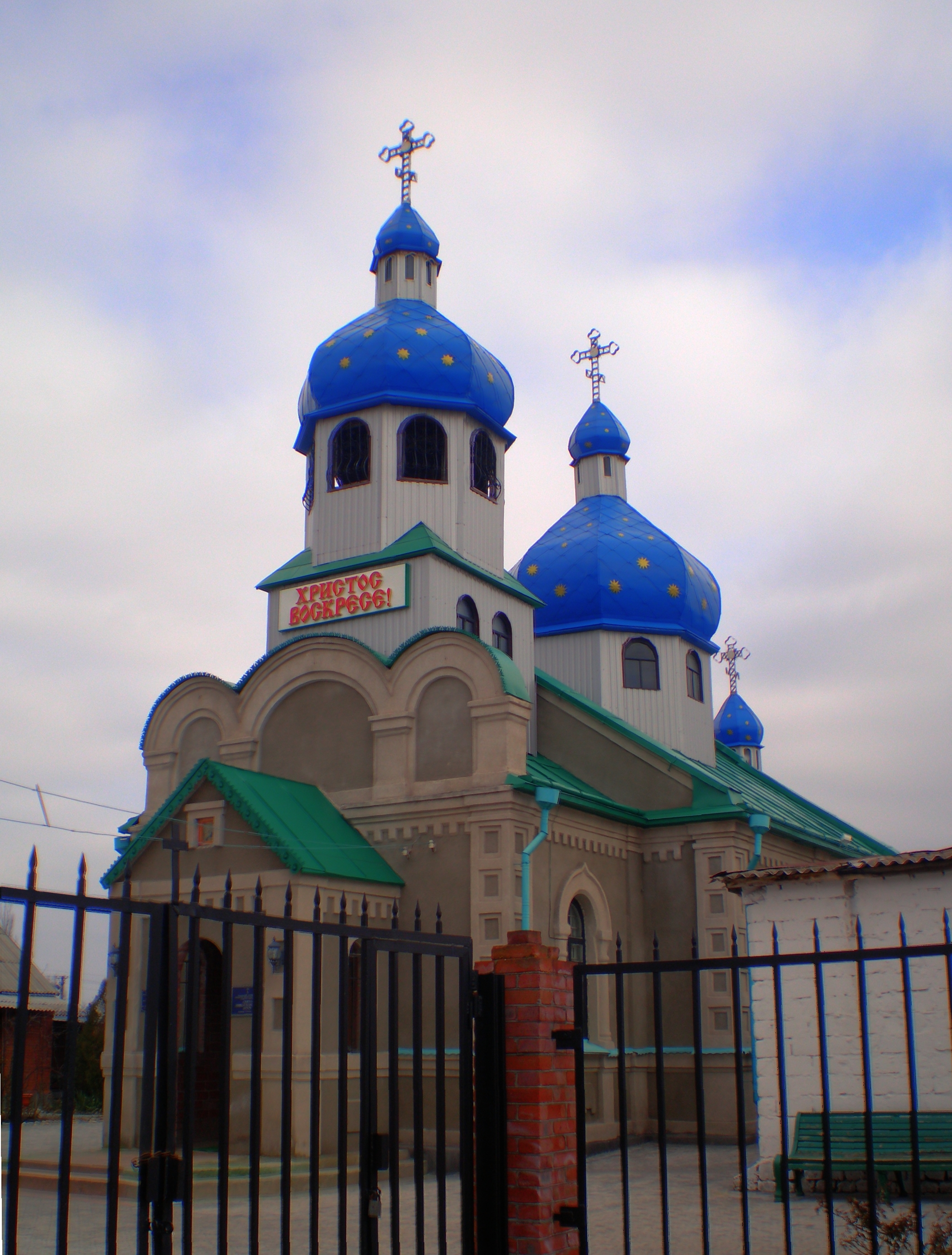
Orthodoxe Kirche in Nowoasowsk

## Geographie
Nowoasowsk liegt an der Mündung des Hruskyj Jalantschyk (ukrainisch Грузький Яланчик) in das Asowsche Meer 112 km südlich vom Oblastzentrum Donezk und 42 km östlich von Mariupol.
Die Stadt liegt an der Fernstraße M 14 zwischen Mariupol und der 70 km entfernten, russischen Stadt Taganrog.
Zur Stadtgemeinde gehören neben der Stadt selbst noch die Dörfer:
- Husselschtschykowe (ukrainisch Гусельщикове) mit etwa 630 Einwohnern,
- Kosliwka (ukrainisch Козлівка) mit etwa 110 Einwohnern sowie
- Samsonowe (ukrainisch Самсонове) mit etwa 380 Einwohnern.

## Geschichte
Die Siedlung wurde im Jahre 1849 gegründet und hatte zehn Jahre später bereits 885 Bewohner.
Die Lage an der Kreuzung von Land- und Seewegen hat dazu beigetragen, dass der Ort ein Handelszentrum wurde. Es entstand ein Hafen mit Geschäften und Lagerhäusern, so dass 1914 hier 7900 Menschen lebten. Bis 1923 hieß der Ort Nowomykolajiwska (ukrainisch Новомиколаївська) und von 1923 bis 1959 Budjoniwka (ukrainisch Будьонівка).
Ab 1938 war die Ortschaft eine Siedlung städtischen Typs und im Jahr 1966 erhielt Nowoasowsk den Status einer Stadt.

## Russisch-Ukrainischer Krieg

### Ukrainekonflikt im Jahr 2014
Ab Mitte April 2014 besetzten separatistische pro-russische Milizen mehrere Städte in der Oblast Donezk einschließlich Nowoasowsk. Im Juni 2014 befreiten ukrainische Kräfte die Stadt von den Milizen, woraufhin die Situation um die Stadt relativ ruhig wurde. Am 25. August 2014 erklärte die Ukraine, dass russische Soldaten getarnt als pro-russische Separatisten eine neue Front eröffnet und eine Offensive gegen Mariupol begonnen hätten. Am 28. August meldete der ukrainische Sicherheitsrat, dass die Ukraine die Macht im Südosten des Landes weitestgehend an russische Militärs verloren habe, darunter auch über Nowoasowsk und umliegende Dörfer.

### Russischer Überfall auf die Ukraine im Jahr 2022
Am 16. Mai 2022 wurden 53 verletzte Soldaten nach der Evakuierung des Asowstahlwerk in Mariupol nach Nowoasowsk in ein Krankenhaus gebracht. Kurz darauf wurde die Stadt von den russischen Streitkräften besetzt und seit dem 30. September 2022 durch die völkerrechtswidrige Annexion der Oblast Donezk von der Russischen Föderation beansprucht.

## Klima
Nowoasowsk liegt nach der Effektiven Klimaklassifikation im Bereich dfa, es herrscht also feuchtes Kontinentalklima. Der Jahresniederschlag liegt bei 519 mm, die Jahresdurchschnittstemperatur bei 10,1 °C. Der wärmste Monat ist der Juli, der kälteste der Januar. Am wenigsten Niederschläge fallen im Oktober, am meisten im Juni.

## Bevölkerung
| 1859 | 1914  | 1939  | 1959  | 1970   | 1979   | 1989   | 2001   | 2013   | 2019   |
| ---- | ----- | ----- | ----- | ------ | ------ | ------ | ------ | ------ | ------ |
| 885  | 7.900 | 4.600 | 8.685 | 11.025 | 12.015 | 12.988 | 12.702 | 11.482 | 11.255 |

Quelle:

## Söhne und Töchter der Stadt
- Iwan Balandin (* 1988), Ruderer